# Muelle Martzana
El Muelle Martzana es un muelle ubicado en el barrio de Bilbao La Vieja en Bilbao, territorio histórico de Vizcaya.

## Nombre
El muelle empieza en el puente de San Antón y termina en el puente de la Ribera. Al muelle se le dio el nombre de muelle de Marzana en diciembre de 1884, siendo posteriormente modificado por el de Martzana en 2003.Por encima del muelle pasa una calle con el mismo nombre, de construcción posterior.

## Contexto
Hasta el siglo XVIII la zona de la ribera izquierda del río Ibaizábal estaba escasamente urbanizada, con huertas y edificios exentos, escalinatas, y rampas para las embarcaciones. Se tiene constancia de que ya en el siglo XIV y en tierras de la torre de Martzana existía un varadero para el obraje naval. Las primeras noticias de obras en el muelle de Marzana se remontan a 1706.

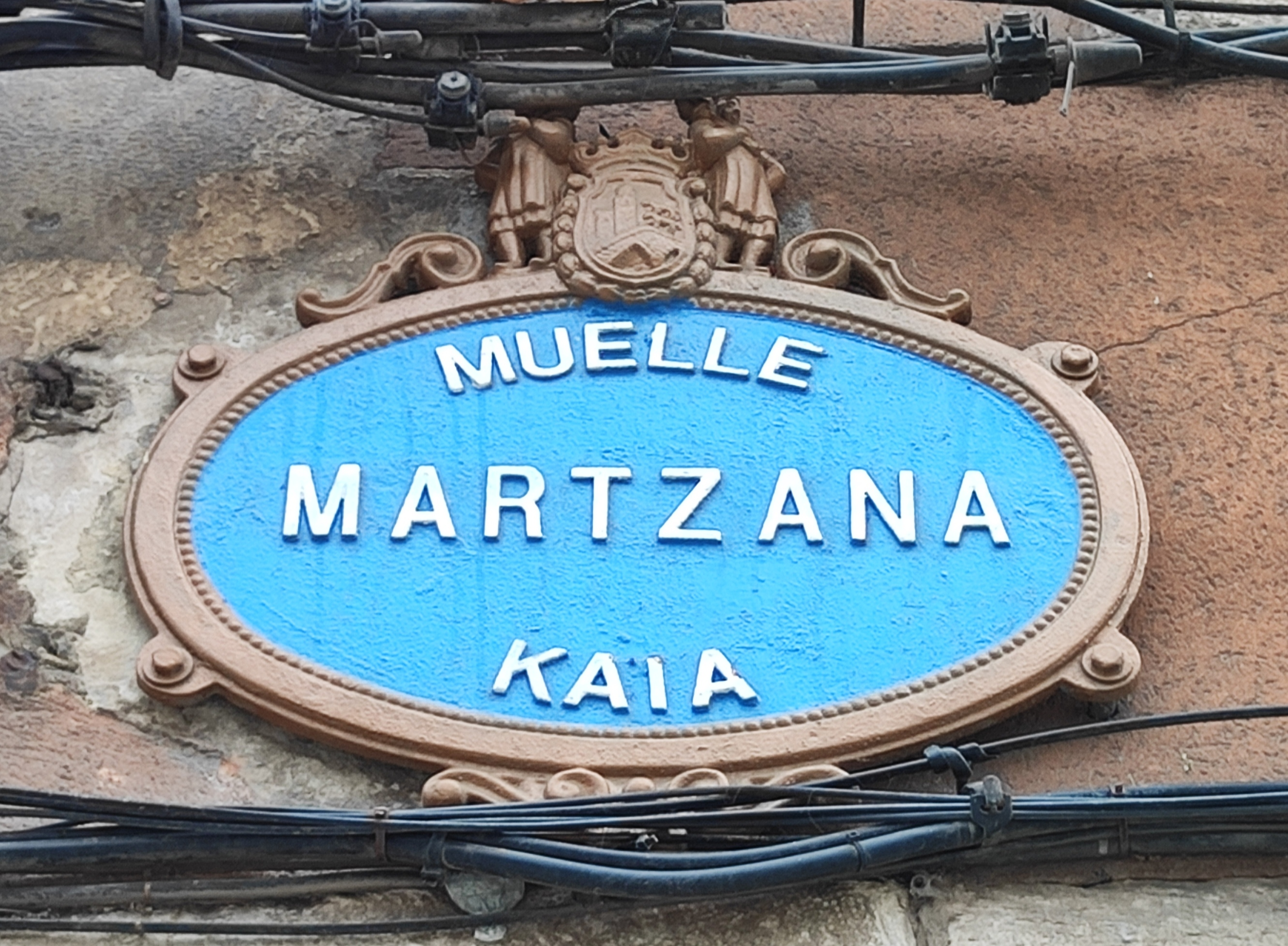
Placa del muelle Martzana

Siendo la zona de Marzana bastante escarpada, su aprovechamiento como puerto se limitaba a la zona baja colindante con el muelle de Urazurrutia, hasta que tras de la inundación de 1762, el concejo bilbaíno, en colaboración con el Consulado de Bilbao, se plantearon la necesidad de cortar la "peña de Marzana" con objeto de favorecer la consistencia de los muelles de esta parte de la margen izquierda de la ría.

A mediados del siglo XIX se inició la construcción en la zona de edificaciones en hilera. Posteriormente y tras la segunda guerra carlista, se realizó un proyecto general de construcción de muelles, que incluían tanto al de Marzana como al de Urazurrutia.En esa época todos los solares estaban ya edificados, pero existían zonas del muelle que eran intransitables, lo que obligó a hacer desmontes. Las obras de adecuación terminaron en 1888, tras mucha improvisación y expropiaciones sobre la marcha.

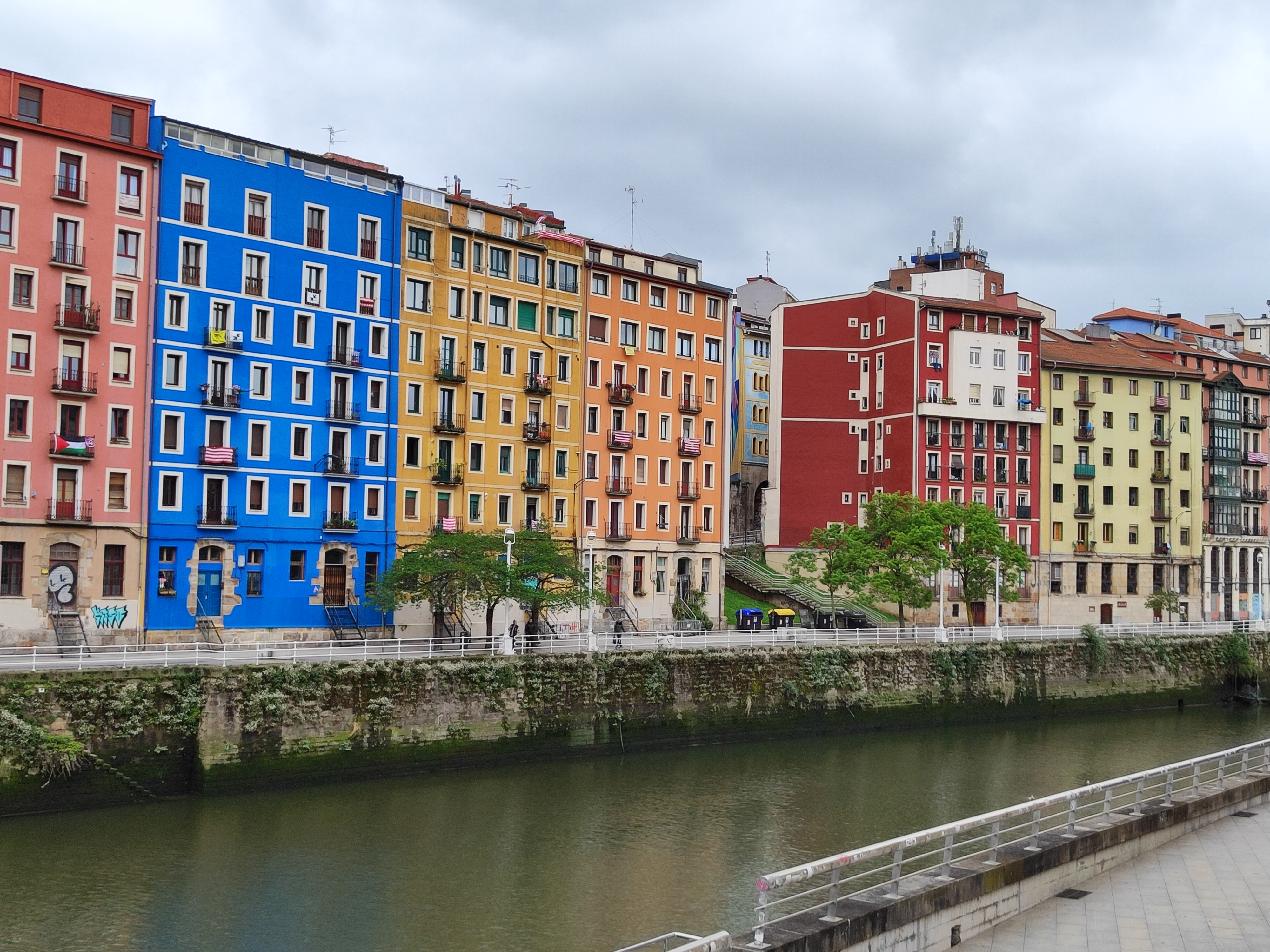
Muelle desde el puente de San Antón

## Historia
Su nombre se debe a que en esta zona de la ría de Bilbao, en las proximidades del puente de San Antón, estaban los solares propiedad de la casa torre de los Marzana (desaparecida en 1915, según Javier de Ybarra), linaje que tiene su origen en el Valle de Achondo (en euskera y oficialmente Atxondo), en el Duranguesado.
Este espacio de la margen izquierda del Ibaizábal que atraviesa Bilbao perteneció anteriormente a la anteiglesia de Abando.

Lope García de Salazar, cronista medieval, relata así el origen de los Marzana: 
«El linaje de Marçana fue nativo de Ibargoen el que lo pobló, e fizo allí torre e rentas de agua e de fechos».

Un segundón de los Ibargoen pobló en Marzana, levantó una torre, construyó un molino o ferrería (rentas de agua) y ganó algún tipo de derecho de los señores de Bizkaia, posiblemente como pago por su ayuda en la guerra (rentas de hechos).

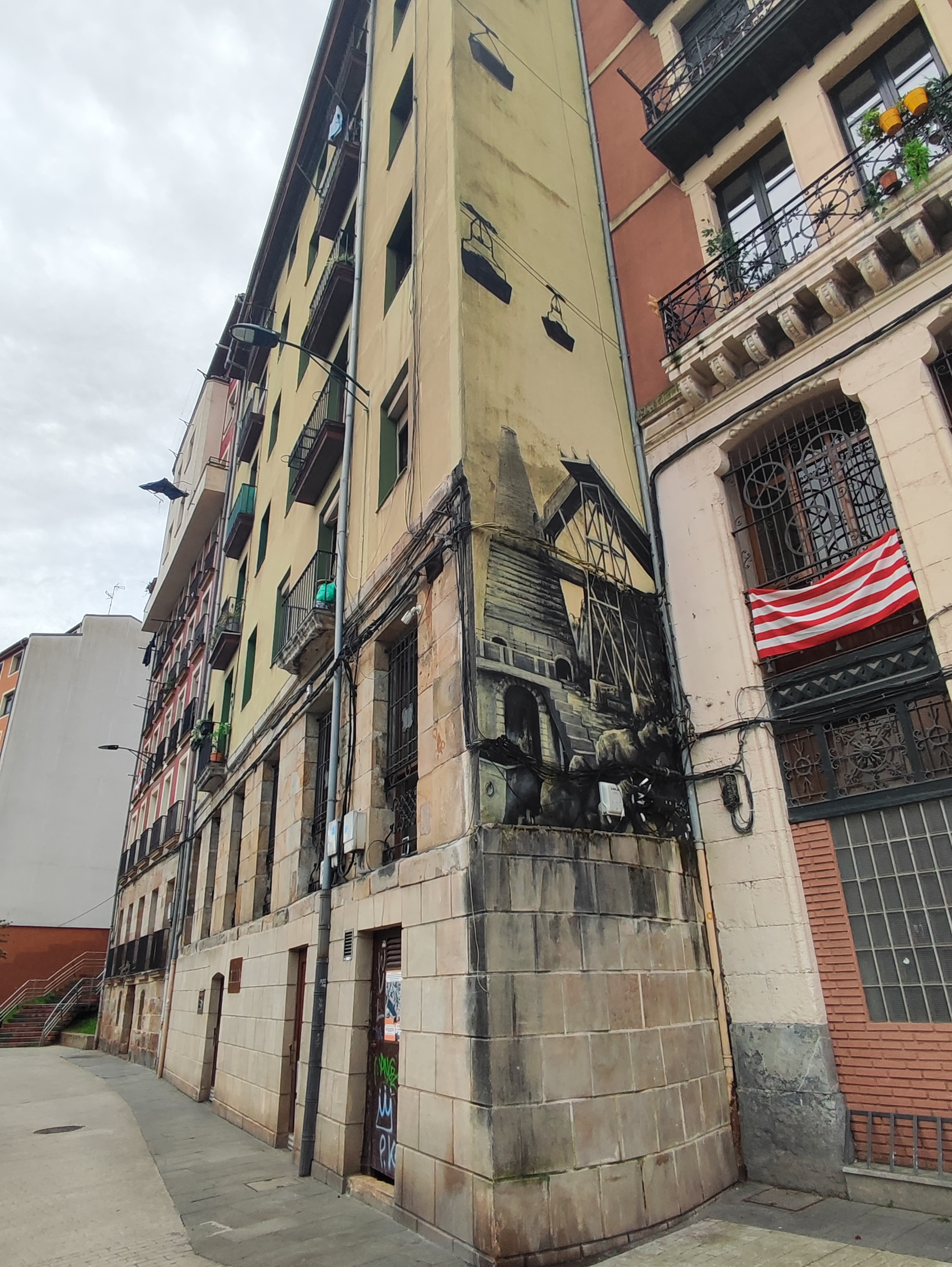
Mural sobre la labor minera de San Luis y puerta de acceso a la galería

Tras la última reforma urbanística del muelle, comenzada en el año 2002, éste se convirtió en un espacio de paseo, con asientos de hormigón y arbolado que conviven con las históricas escaleras metálicas, que salvaban la diferencia de altura entre las casas construidas sobre la peña de Marzana y el muelle. Finalmente, fueron colocadas en el pavimento placas metálicas grabadas con citas históricas, así como textos de William Shakespeare (sobre los hierros de Bilbao) o con una poesía de Gabriel Aresti.

## Lugares de interés

### La galería de la mina San Luis y el cargadero
La explotación de la mina duró hasta mediados de la década de los 70. Siguen existiendo galerías subterráneas que atraviesan por debajo el barrio de Bilbao La Vieja, siendo una de ellas aún accesible.
Esta galería, de unos 250 metros de longitud, que pasa por debajo de la plaza de Tres Pilares, llega hasta la plaza Saralegui y se bifurca en otro brazo que llega a San Francisco, enlazaba la mina con la ría, evitando así el camino real. Parte de ella se cegó tras un derrumbe a la altura de la calle Olano. 
En el lugar donde las vagonetas cargadas de mineral salían al muelle, aún se pueden observar, con marea baja, los restos del cargadero desde el cual el mineral era descargado a las gabarras que lo transportaban ría abajo.
Esta galería es uno de los pocos vestigios que han sobrevivido del largo pasado minero de Bilbao. La galería se esconde tras una puerta anónima en el número 2 del muelle Marzana.

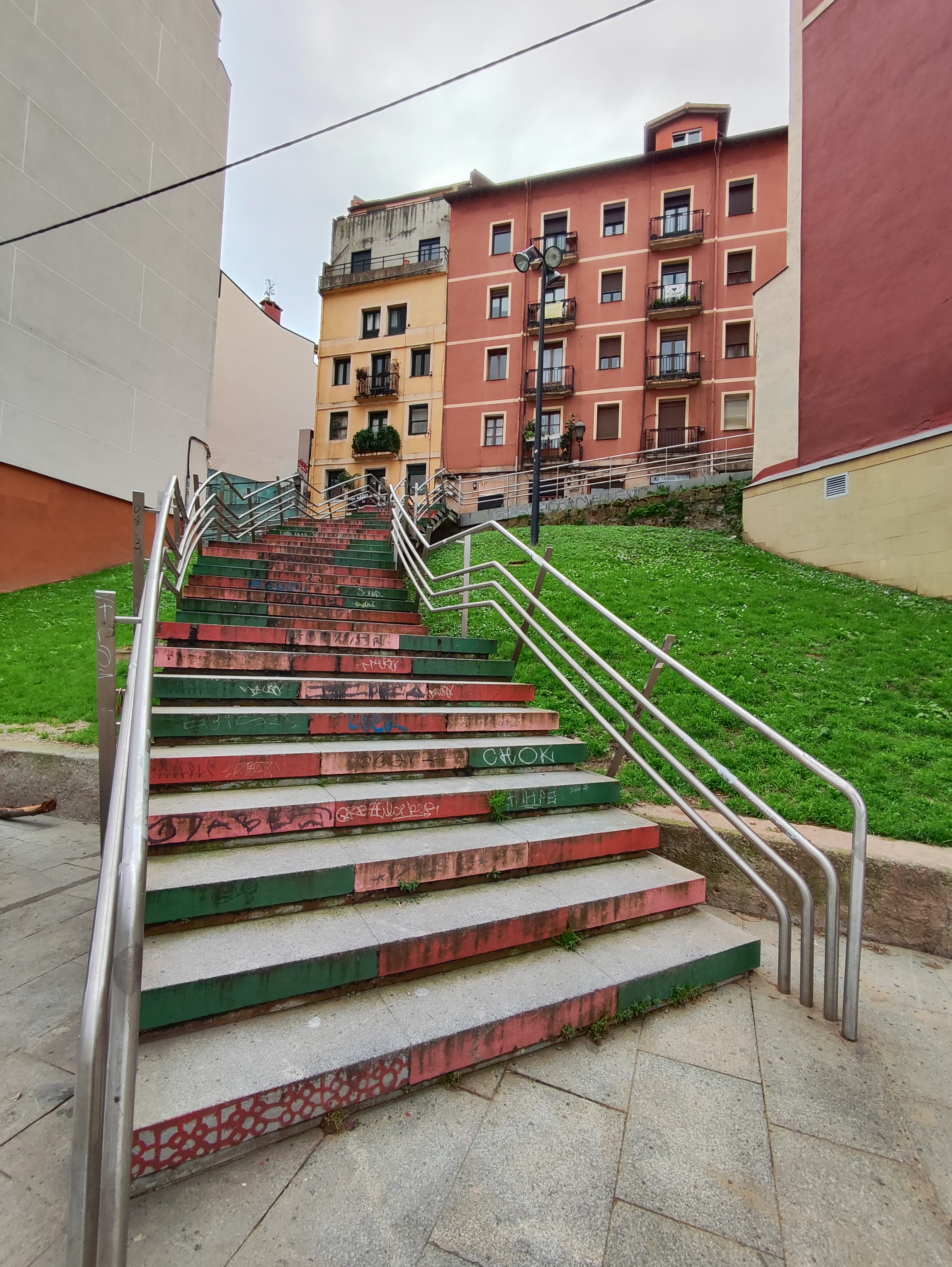
Antigua ubicación de La casa de Goma

### La casa de goma
La conocida como Casa de Goma obtuvo su apodo por el incontable número de personas que parecían habitar el edificio. Elemento icónico y representativo de la problemática habitacional de los barrios mineros de Bilbao, se encontraba entre los portales 8 y 12 de la calle Bilbao La Vieja, en el solar que ha sido utilizado para conectar dicha calle y el muelle por medio de unas escaleras.

## Comercio

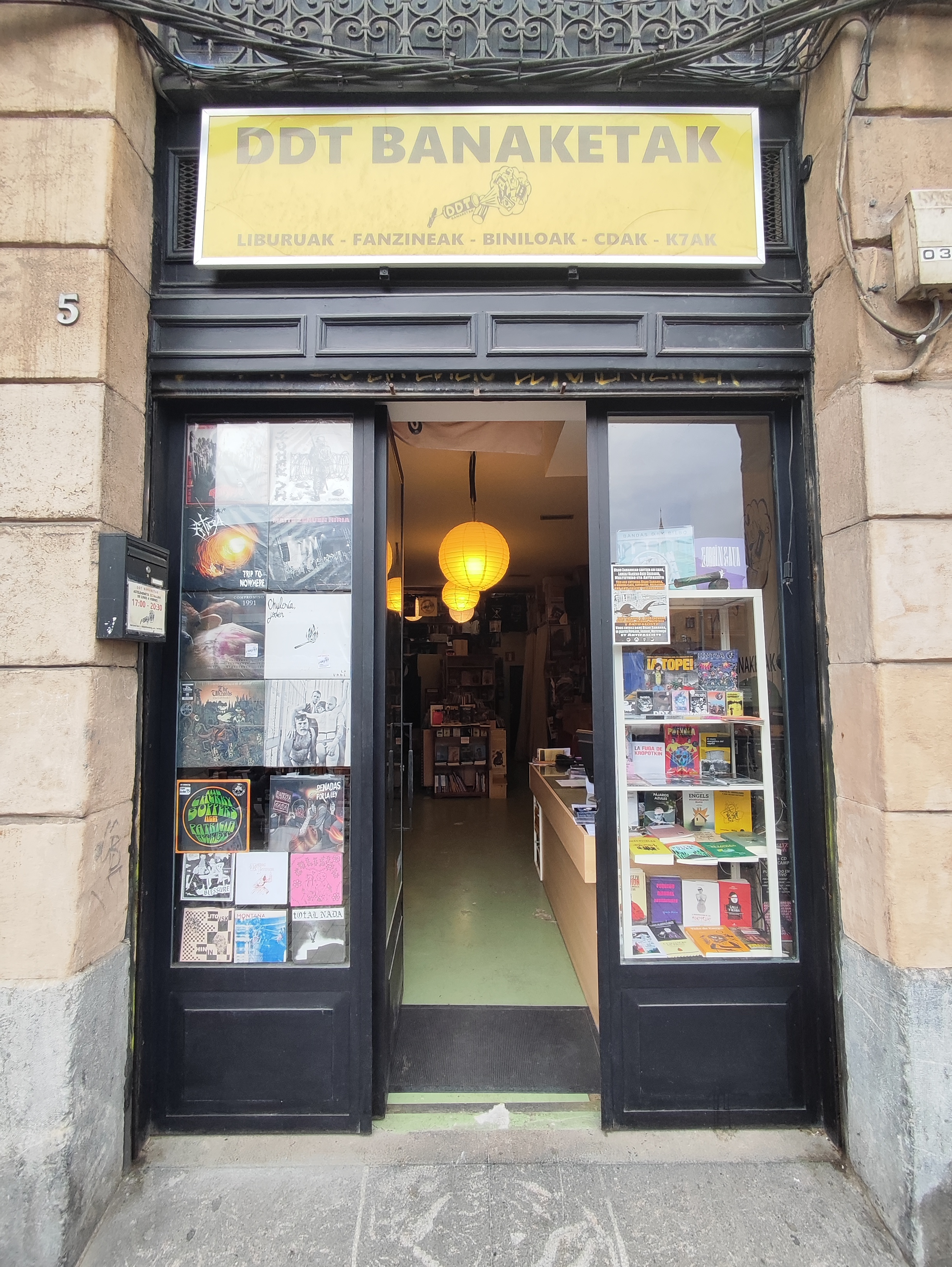
DDT banaketak

Desaparecida ya la actividad minera, y en un momento actual de proliferación de establecimientos hosteleros, la actividad comercial del muelle ha ido cambiando al ritmo de la sociedad.
Conviven en el mismo espacio negocios que llevan en el muelle desde los años 50, como la tienda de Tripas y especias Zuazaga, con otros como la galería Espacio Marzana que se inauguró en noviembre de 2002, el restaurante Mina que está en el muelle desde el 2006 o la distribuidora alternativa DDT Banaketak desde 2012. 